# The Secret of the Palm
The Secret of the Palm è un cortometraggio del 1911 diretto da Joseph W. Smiley.

## Trama
Un uomo spagnolo, in preda alla disperazione, tenta di uccidere il suo rivale per un amore non corrisposto.

## Produzione
Il film fu prodotto dall'Independent Moving Pictures Co. of America (IMP). Venne girato a Cuba.

## Distribuzione
Il film uscì nelle sale il 13 marzo 1911, distribuito dalla Motion Picture Distributors and Sales Company.